# پروژه اینترنت مخفی
نسخه کنونی پروژه اینترنت مخفی (به انگلیسی: Invisible Internet Project) یا به صورت مخفف I2P، یک شبکه همپوشان است که به نرم‌افزارهای کاربردی اجازه می‌دهد تا با نام غیر واقعی و امن با هم در ارتباط باشند. خدمات آن شامل مرور وب، وبلاگ نویسی، چت و انتقال فایل به صورت ناشناس است. نرم‌افزاری که این ایده را عملی کرده رهیاب I2P نامیده می‌شود و رایانه‌ای که I2P را اجرا کرده باشد یک گره I2P نامید می‌شود.
این نرم‌افزار آزاد و متن باز است و با پروانه گوناگونی منتشر شده. نام I2P از سرواژه عبارت Invisible Internet Project گرفته شده و با نمادی شبه ریاضی به صورت I²P و سپس برای سادگی به صورت I2P درآمده.
این پروژه توسط گروه I2P توسعه یافته و نخستین انتشار آن در سال ۲۰۰۳ بود. این نرم‌افزار چند سکویی است و به زبان C و Java نوشته شده و هنوز در حال توسعه است.